# Marina Cade
Marina Cade (9 de marzo de 1950) es una deportista australiana que compitió en remo. Ganó dos medallas en el Campeonato Mundial de Remo, en los años 1988 y 1992.

## Palmarés internacional
| Campeonato Mundial | Campeonato Mundial | Campeonato Mundial | Campeonato Mundial        |
| Año                | Lugar              | Medalla            | Prueba                    |
| ------------------ | ------------------ | ------------------ | ------------------------- |
| 1988               | Milán (Italia)     | Medalla de plata   | Cuatro sin timonel ligero |
| 1992               | Montreal (Canadá)  | Medalla de oro     | Cuatro sin timonel ligero |